# Bildungspflicht

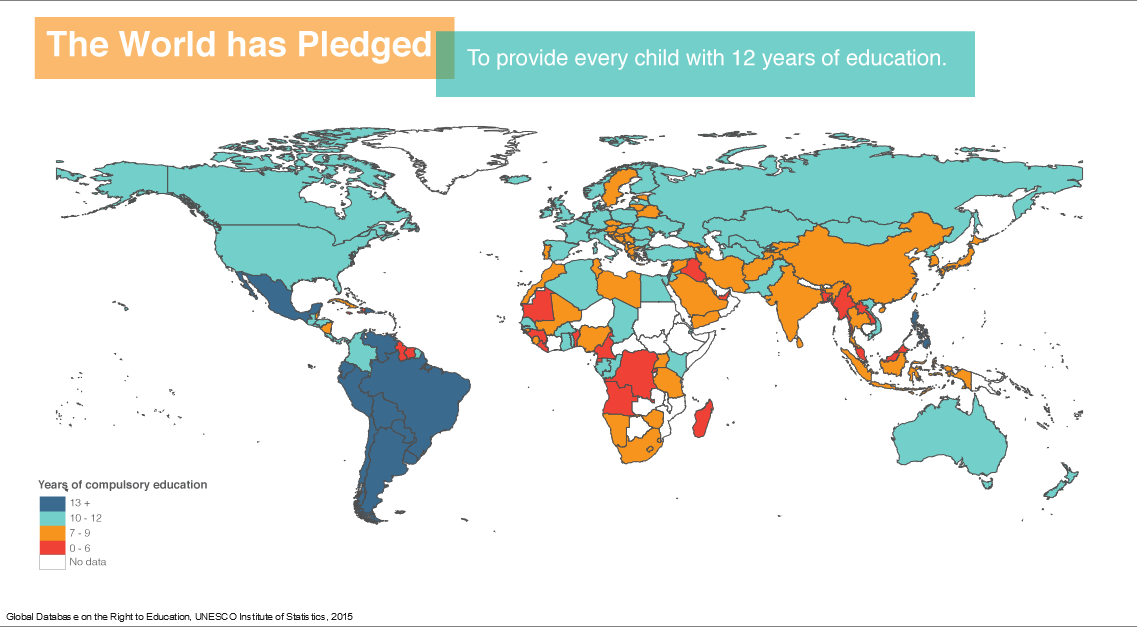
Weltweite Schul- bzw. Bildungspflicht nach UNESCO. Aufgeschlüsselt nach Dauer:
13+ Jahre
10–12 Jahre
7–9 Jahre
0–6 Jahre

Als Bildungspflicht (je nach konkreter Umsetzung und Land auch Unterrichts- oder Lernpflicht genannt) wird die Verpflichtung der Eltern verstanden, dafür zu sorgen, dass ihre Kinder bestimmte Bildungsanforderungen erreichen, z. B. durch eine Schule, Hausunterricht oder andere Bildungsformen. Je nach Land und Regelung können dafür entsprechende Nachweise verlangt werden, in der Regel durch Leistungsnachweise in Form einer Prüfung. Sie unterscheidet sich von einer Schulpflicht dahingehend, dass nicht zwingend eine Schule besucht werden muss, an der die geforderten Leistungsnachweise erbracht werden. Stattdessen können Leistungsnachweise auch außerhalb einer Schule in Form von Externistenprüfungen erbracht werden. In einigen Ländern, wie z. B. Kanada, erhalten Familien, deren Kinder außerhalb einer Schule lernen, einen Zuschuss vom Staat.
Eine Schulpflicht kann wie eine Bildungspflicht wirken. Allerdings gewährleistet ein Schulbesuch nicht unbedingt die dort vorgesehene Bildung. So werde beispielsweise bei einer Bildungspflicht angestrebt, dass Kinder tatsächlich gebildet werden, während bei einer Schulpflicht lediglich sichergestellt wird, dass das Kind eine Schule besucht, ungeachtet davon, ob es dort effizient und nachhaltig lernen kann.
In den meisten Ländern Europas herrscht eine Bildungspflicht (siehe Hausunterricht #Ländervergleiche). In Deutschland hingegen besteht für Minderjährige eine gesetzliche Schulpflicht (siehe Schulpflicht (Deutschland)). Nach dem Ende der Altersgrenze für Schulpflichtige ist allerdings ein Schulabgang ohne Bildungsabschluss möglich, wenn die in der Schule geforderten Leistungsnachweise nicht erbracht wurden.

## Ziele, Gründe und Befürworter
In Deutschland setzt sich seit 2006 die Initiative Netzwerk Bildungsfreiheit für eine Bildungspflicht für Kinder und Jugendliche anstelle der Schulpflicht ein.
Diesem Netzwerk sind z. B. der Bundesverband Natürlich Lernen! e. V., die Stiftung Netzwerk Hochbegabung, das Europäische Forum für Freiheit im Bildungswesen (effe), der Verein Schulbildung in Familieninitiative e. V., die Initiative Deutschhilfe für Ausländer und andere angeschlossen, sowie Universitätsprofessoren, Pädagogen, Ärzte, Juristen, Psychologen, Therapeuten sowie Eltern und Schüler aus dem religiösen bis alternativen Lager der Homeschooler.
Auch die Piratenpartei Deutschland setzt sich dafür ein, die Schulpflicht in Deutschland durch eine Bildungspflicht zu ersetzen. Als Argument wird angeführt, dass „[...] Bildung auch außerhalb von Institutionen erworben werden kann.“ Nach Meinung der Partei hindert die Schulpflicht Menschen daran, „alternative Bildungswege [zu] beschreiten“. Des Weiteren habe „Jeder Mensch [...] das Recht auf freien und selbstbestimmten Zugang zu Wissen und Bildung.“ Außerdem müsse „Der Erwerb von Abschlüssen [...] unabhängig davon möglich sein, wie und wo gelernt wurde [...]“. Durch Besuche solle schließlich sichergestellt werden, dass „[...] die Lernenden sich tatsächlich und mit hinreichendem Erfolg bilden.“
Der Vorsitzende des Jugendverbands der FDP Junge Liberale Matti Karstedt plädiert dafür, die Schulpflicht in Brandenburg durch eine Bildungspflicht zu ersetzen, „[...] damit Familien die größtmögliche Freiheit in Bildungsfragen ihrer Kinder erhalten.“ Zweimal jährlich sollen bei alternativen Bildungsformen außerhalb einer Schule Leistungsnachweise erbracht werden müssen. Werden die Bildungsanforderungen nicht erfüllt oder die Nachweise nicht erbracht, so soll zu Beginn des nächsten Schuljahres für diese Kinder eine Schulpflicht einsetzen.
Auch die Kleinparteien Allianz Deutscher Demokraten, Die Violetten, Deutsche Mitte und Bündnis C fordern die Einführung einer Bildungspflicht anstelle der Schulpflicht in Deutschland.
Befürworter der Bildungspflicht berufen sich insbesondere auf den Artikel 26 (3) der Allgemeinen Erklärung der Menschenrechte, in dem festgeschrieben ist: „Die Eltern haben ein vorrangiges Recht, die Art der Bildung zu wählen, die ihren Kindern zuteil werden soll.“ sowie auf die Versammlungsfreiheit. Die Initiative hat im Februar 2006 dem UN-Bildungskommissar Vernor Muñoz auf seiner Reise durch Deutschland berichtet.
Ein weiterer Aspekt der Befürworter der Bildungspflicht ist die Auswahl des sozialen Umfelds für ihr Kind. Ohne diese Wahlmöglichkeit sei eine Erziehung als aktives Verhalten der Eltern nicht möglich.